# Velenov
Velenov (deutsch Wellenau, früher Wellenow) ist eine Gemeinde in Tschechien. Sie liegt fünf Kilometer östlich von Boskovice und gehört zum Okres Blansko.

## Geographie

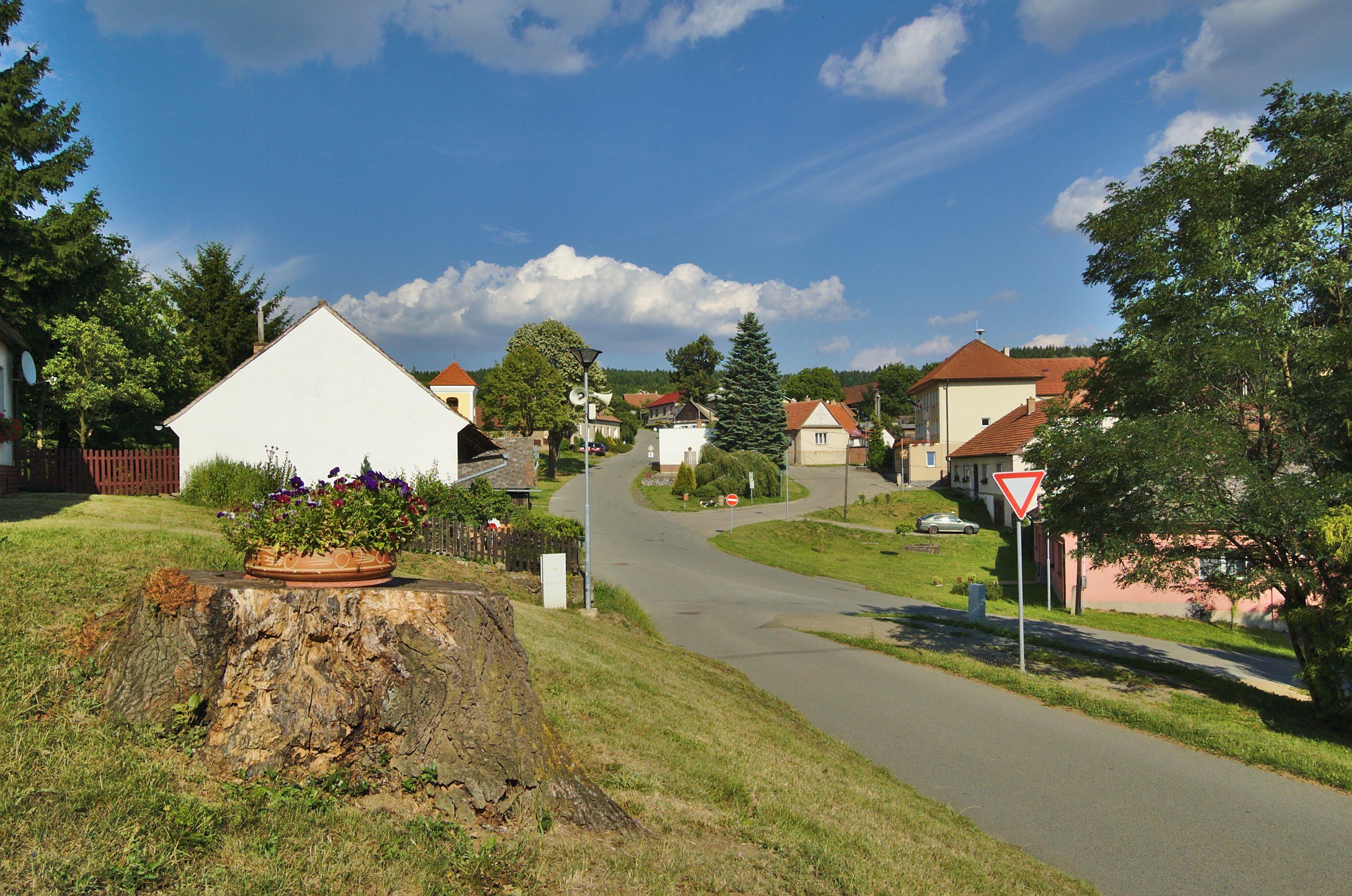
Ortsansicht

Velenov befindet sich im Drahaner Bergland auf einer Kuppe über den Tälern der Bäche Velenovský potok und Orlový potok. Westlich erhebt sich die Přibitá (682 m). Der Ort liegt – umgeben von Wäldern – auf einer großen Lichtung. Gegen Nordwesten befindet sich die Talsperre Boskovice. Südöstlich liegt die mittelalterliche Wüstung Jabloňsko.
Nachbarorte sind Okrouhlá im Norden, Benešov und Pavlov im Nordosten, Suchý im Osten, Žďárná im Südosten, Ludíkov und Valchov im Süden, Ledková Huť und Újezd u Boskovic im Südwesten, Pod Bořím, Boskovice, Hrádkov und Šmelcovna im Westen sowie Vratíkov, Vážany und Melkov im Nordwesten.

## Geschichte
Die erste schriftliche Erwähnung des Ortes erfolgte am 6. Juli 1378 in einer Urkunde Ulrichs von Boskowitz auf Černá Hora, der für sein Seelenheil dem Minoritenkloster St. Johannes in Brünn jährlich 50 Pfund mährische Groschen aus Velenov schenkte. Im Jahre 1547 wurde Velenov der Herrschaft Boskovice angeschlossen. 1791 entstand in Velenov eine Dorfschule. Bis zur Mitte des 19. Jahrhunderts blieb Velenov immer nach Boskovice untertänig.
Nach der Aufhebung der Patrimonialherrschaften bildete Velenov ab 1850 eine Gemeinde in der Bezirkshauptmannschaft Boskovice. Das neue Schulgebäude wurde 1876 eingeweiht. 1906 erhielt die Gemeinde eine Öffentliche Wasserversorgung, die über Holzleitungen erfolgte. Die Freiwillige Feuerwehr gründete sich 1922; sie errichtete zwischen 1929 und 1933 ein Spritzenhaus. 1928 wurde die Gemeinde Mitglied in der im selben Jahre gegründeten Středomoravského lesního družstva (Mittelmährische Forstgenossenschaft). Mit Beginn des Jahres 1961 wurde Velenov dem Okres Blansko zugeordnet. 1976 endete der Unterricht in Velenov und die Kinder wurden nach Boskovice umgeschult. Im selben Jahre erfolgte die Eingemeindung nach Valchov und 1986 mit diesem zusammen nach Boskovice. Im Jahre 1993 entstand die Gemeinde Velenov wieder. 1995 erneuerte Velenov seine Mitgliedschaft in der Středomoravského lesního družstva; 2008 verkaufte die Gemeinde ihre beiden Genossenschaftsanteile und schied aus. Im Jahre 2006 erwarb die Gemeinde die Hälfte des Badesees Suchý rybník bei Suchý.

## Gemeindegliederung
Für die Gemeinde Velenov sind keine Ortsteile ausgewiesen.

## Sehenswürdigkeiten
- Gezimmertes Holzkreuz aus dem Jahre 1842
- Haus Nr. 10, Zimmerbalkenbau
- Naturschutzgebiet Vratíkov mit Höhle Čtyřka, westlich des Dorfes an der Talsperre
- Trinkwassertalsperre Boskovice